# FC Dukla Praga
El FC Dukla Praga (en txec Dukla Praha) fou un club de futbol txec, de la ciutat de Praga.

## Història
Va ser fundat el 1948 com a ATK Praha. Era el club de l'exèrcit nacional. Evolució del nom:
- 1948: fundació del club amb el nom d'ATK Praga (Armádní tělovýchovný klub)
- 1953: canvi de nom per UDA Praga (Ústřední dům armády)
- 1956: canvi de nom per VTJ Dukla Praga
- 1976: canvi de nom per ASVS Dukla Praga
- 1991: canvi de nom per FC Dukla Praga
- 1996: fusió amb el FC Příbram esdevenint FC Dukla Příbram

Durant la seva història va guanyar un total de 11 lligues i vuit copes txecoslovaques.
L'any 2001 reaparegué com a Fotbalový Klub Dukla Praha.

## Futbolistes destacats
- Ladislav Novák
- Svatopluk Pluskal
- Josef Masopust
- Zdeněk Nehoda
- Ivo Viktor
- Ladislav Vízek
- Pavel Nedvěd

## Entrenadors
Font:
- Ladislav Ženíšek, Jiří Zástěra (1948)
- Ladislav Ženíšek (1949-50)
- Karel Kolský (1951-52)
- Bohumil Musil (1953)
- Karel Kolský (1954-59)
- Bohumil Musil (1959-60)
- Jaroslav Vejvoda (1960-65)
- Bohumil Musil (1965-69)
- Milan Tosnar (1965-70)
- Jaroslav Vejvoda (1969-73)
- Josef Masopust (1973-75)
- Jaroslav Vejvoda (1975-80)
- Ladislav Novák (1980-85)
- Jiří Lopata (1985-87)
- Jaroslav Jareš (1987-90)
- Ivo Viktor (1990-91)
- Michal Jelínek (1991-92)
- František Plass (1992)
- Jiří Fryš (1993)
- Dan Matuška (1993-94)
- Svatopluk Bouška (1994)

## Palmarès
- Lliga txecoslovaca de futbol: 11[2]
  - 1953, 1956, 1958, 1961, 1962, 1963, 1964, 1966, 1977, 1979, 1982
- Copa txecoslovaca de futbol: 8[2]
  - 1961, 1965, 1966, 1969, 1981, 1983, 1985, 1990

## Secció d'handbol
El Dukla Praga comptà amb una secció d'handbol subcampiona de la Copa d'Europa d'handbol els anys 1967 i 1968 i, finalment Campiona d'Europa l'any 1984 després de derrotar el poderós RK Metaloplastika Šabac a la final.